# ムーンソロウ
ムーンソロウ（Moonsorrow）は、フィンランド出身のペイガンメタル・バンド。

## 概要
比較的長尺な楽曲が多いバンドであり、すべてのアルバムに10分を超える楽曲が必ず収録されている。特に4枚目のアルバム『Verisäkeet』以降は、10分を超える楽曲の割合が増加し、アルバムの半数以上が10分を超える楽曲となっている。特に、アルバム『V: Hävitetty』に至っては、30分強、26分強の楽曲2曲のみでアルバムが構成されるなど、実験的なアルバム構成となっている。また、楽曲名、アルバム名、歌詞の全てがフィンランド語で書かれている。

## 略歴
1995年に従兄弟の関係にあるヴィレ・ソルヴァリとヘンリ・ソルヴァリの2名で結成された。当初は2名体制のプロジェクトであり、ヴィレとヘンリが様々なパートを兼任する体制であった。また、ヴィレとヘンリは当時は様々なプロジェクトを立ち上げており、ムーンソロウもその内の一つであった。この時期に、ヴィレとヘンリが立ち上げたプロジェクトとしては、ウッズ・オヴ・ベリアル（Woods of Belial）やクリプト（Crypt）、ソーンフロスト（Thornfrost）がある。結局、ヴィレとヘンリはムーンソロウをメイン・バンドに据えることを決定し、バンド・メンバーを集めるようになる。
1999年にマルコ・タルヴォネン（ドラム）が加入。スリーピース・バンドの体制となる。2000年にファースト・アルバム『Suden uni』のレコーディングを行う。このレコーディングには、ミトヤ・ハルヴィラハティ（ギター、ボーカル）がサポート参加しており、レコーディング終了後から間を置かずに正式メンバーとしてムーンソロウに加入した。同年に初ライブも経験しているが、その際にキーボーディストのマルクス・エウレンが参加し、そのまま正式加入した。これ以降、バンド・メンバーの変更は発生しておらず、20年以上変わらないメンバーで活動を続けている。
2001年初めに、スウェーデンのプラズマティカ・レコードよりファースト・アルバム『Suden uni』をリリースしデビューを飾る。更に母国フィンランドのスパイクファーム・レコードに移籍し、同年末にはセカンド・アルバム『Voimasta ja kunniasta』をリリース。2002年より、ライブ・セッション・メンバーとしてヤンネ・ペルッティラ（ギター、ボーカル）が参加するようになる。ヤンネはライブのみならずアルバムにもサポート参加しているものの、正式メンバーとなることなく参加し続けている。2003年にサード・アルバム『Kivenkantaja』をリリース。2005年にアルバム『Verisäkeet』をリリース。2007年にアルバム『V: Hävitetty』をリリース。2008年には、ファーストEP『Tulimyrsky EP』をリリースしている。
2011年にアルバム『Varjoina kuljemme kuolleiden maassa』をリリース。同アルバムのリリース後、フィンランド・フェスに参加するために初来日を果たす。更に、アルバムが『我、死者の国を影のごとく彷徨う』という邦題でハウリング・ブル・エンターテイメントから日本盤がリリースされ、日本デビュー盤ともなった。その後、ドイツのセンチュリー・メディア・レコードに移籍し、2016年にアルバム『Jumalten aika』をリリースした。
2021年秋、急性の健康問題のため、バンド活動を休止することが発表された。なお、2022年夏までには活動を再開する予定であること、健康問題の詳細については公表する予定はなく、インタビュー等の予定もないとされた。その後、2022年4月下旬にドイツで開催された「ラグナロク・フェスティバル2022」に出演し、活動を再開した。
また、2005年にマルクス・エウレンを除く4人のメンバーとヤンネ・ペルッティラ、1名のボーカリストを加えた6人でサイド・プロジェクトとして、デスメタル/グラインドコアバンドのラクパーヴィ（Lakupaavi）を結成。同年にファースト・アルバム『Raah raah blääh』をリリースしている。

## メンバー

### 現メンバー
- ヴィレ・"セポンポイカ"・ソルヴァリ (Ville "Seponpoika" Sorvali) - リードボーカル、ベース (1995年- )
初期にはギターやドラムを担当していたこともある。1998年頃より、現在のパートに落ち着いた。
初期のアモラルに参加していた。
- ヘンリ・"ウルポンポイカ"・ソルヴァリ (Henri "Urponpoika" Sorvali) - ギター、キーボード、ボーカル (1995年- )
初期にはリードボーカルを担当していた時期もある。バンド系の楽器の他にアコーディオン、バンジョー、ブズーキ、マウス・ハープ、マンドリン、リコーダー、ホイッスルなども担当している。
フィントロールなどでも活動。
- ミトヤ・ハルヴィラハティ (Mitja Harvilahti) - ギター、ボーカル (2000年- )
シャドウ・カットなどでも活動。
- マルクス・エウレン (Markus Eurén) - キーボード (2000年- )
アルテメシアなどでも活動。
- マルコ・"バロン"・タルヴォネン (Marko "Baron" Tarvonen) - ドラム (1999年- )
バレン・アース、オクトーバー・フォールズ、ザイ・サーペント、アルテメシア、カオスブリードなどでも活動。

### セッション・メンバー
- ヤンネ・ペルッティラ (Janne Perttilä) - ギター、ボーカル (2002年- )
ライブ・サポート及びアルバム・セッション参加。

## ディスコグラフィ

### スタジオ・アルバム
- Suden uni (2001年)
- Voimasta ja kunniasta (2001年)
- Kivenkantaja (2003年)
- Verisäkeet (2005年)
- Viides luku – Hävitetty (2007年)
- 『我、死者の国を影のごとく彷徨う』 - Varjoina kuljemme kuolleiden maassa (2011年)
- Jumalten aika (2016年)

### EP
- Tulimyrsky (2008年)

### シングル
- "Soulless" / "Non Serviam" (2016年)

### デモ
- Metsä (1997年)
- Tämä ikuinen talvi (1999年) [5]

### コンピレーション・アルバム
- Heritage: 1995-2008 - The Collected Works -- Die Soft Edition (2014年)
- Demos & Rarities (2014年)
- Back to North (The Complete Spinefarm Records Years 2001-2008) (2019年)
- Heritage Of The Pagan Moon: A Chronicle Of The Sons Of The One-Eyed God (2020年)